# Giuseppe Ripamonti
Pour les articles homonymes, voir Ripamonti.
Giuseppe Ripamonti, Josephus Ripamontius en latin, est un religieux et historiographe italien, né à Tegnone, un hameau faisant partie de la paroisse de Missaglia, commune de Colle Brianza, en juillet 1573, et mort à Rovagnate le 11 août 1643.

## Biographie
Le cardinal Federico Borromeo avait fondé à Milan en 1607 le collège Ambrosiano et la bibliothèque Ambrosienne, en 1609. Pour la rendre utile à tous, il a confié à différentes personnes savantes des thèmes de recherches. Francesco Bernardino Ferrari a étudié au collège Ambrosiano dont il a été reçu docteur en 1609, parmi les neuf premiers qui comprenaient aussi, Antonio Olgiati (vers 1570-1647), de Lugano, qui a été le premier préfet de l'Ambrosienne, Antonio Salmazia, Francesco Collio, Antonio Giggei, Benedetto Sossago, Francesco Bernardino Ferrari, Antonio Rusca et Giuseppe Visconti.
Ripamonti a été l'historiographe royal auprès du gouverneur espagnol de Milan. Il est l'auteur de Historiarum ecclesiæ mediolanensis libri (Milan, 1617-1628), des Historiæ patriae in continuationem Tristani Calchi libri XXIII (Milan 1641-43), qui relatent les évènements depuis 1313 jusqu'aux premières décennies du XVIIe siècle, et du De peste quæ fuit anno MDCXXX (ibidem, 1640), chronique de l'épidémie de peste à Milan en 1630.
Il a été jugé par le tribunal du Saint-Office de l'Inquisition dans des circonstances qui ne sont pas encore élucidées.
Oubliés pendant près de deux cents ans, ses ouvrages ont inspiré, d'une part, à Pietro Verri ses "Observations sur la torture" et d'autre part, à Alessandro Manzoni le roman Les Fiancés.

## Publications
- Historiarum Ecclesiæ Mediolanensis. Decas primas, Milan, 1617 (lire en ligne)
- De peste quæ fuit anno 1630, libri V, Milan, 1640 (lire en ligne)
- Historiarum Ecclesiæ Mediolanensis. Pars III. De origine & Pontificatu D. Caroli. Libri VIII, Milan, 1628 (lire en ligne)